# Euxoa ontario
Euxoa ontario là một loài bướm đêm trong họ Noctuidae.